# Herb Sendenhorst

Herb Sendenhorst

Herb Sendenhorst stanowi w polu żółtym (złotym) siedzącą na koniu postać świętego Marcina prawą ręką przecinającego swój płaszcz. Koń z uniesioną prawą, przednią nogą stąpa w heraldycznie prawą stronę. Za koniem zwrócony w prawą stronę stoi półnagi żebrak z rękoma w górze. Święty Marcin odwraca się w stronę żebraka. Postacie świętego, żebraka i konia czerwone.
Postać świętego Marcina występowała na pieczęciach miejskich od XIV wieku. Herb został nadany w dniu 25 czerwca 1910 roku przez króla Prus Wilhelma II w barwach Westfalii (czerwono-białych). W późniejszym okresie kolor biały został zamieniony żółtym.